# Suzuki Shōsan
Suzuki Shōsan (鈴木正三, 5 février 1579 - 28 juillet 1655) était un samouraï japonais, avant de devenir moine de la lignée zen à l'âge de 42 ans. Il a été au service du shogun Tokugawa Ieyasu et a participé à des batailles, avant de renoncer à sa vie de guerrier en 1621.
Il a créé un style de zen connu parfois sous le nom de niō zen, et a écrit plusieurs livres. 
Son enseignement très particulier eut une portée considérable et toucha des gens de toutes classes dans la société japonaise du XVIIe siècle. En effet, il sut synthétiser la voie de l'action et celle de la contemplation dans la vie quotidienne.

## Biographie
Suzuki Shôsan est né en 1579 dans une famille de samouraï, à Okazaki, dans la région d'Aichi, non loin du château où Tokugawa Ieyasu était né. Il a participé à la bataille de Sekigahara en 1600, et à celle d'Osaka (1614-1615). 

### Entrée dans la vie religieuse
Il abandonne bientôt la carrière militaire, car s'il est un brillant soldat, il a aussi en lui une véritable vocation bouddhique. Et donc, en 1621, à l'âge de 42 ans, il devient moine, avec l'approbation du seigneur Ieyasu. Il étudie alors le vinaya auprès du moine Genshun (en), de la secte Shingon; il est moine zen, mais sans entrer dans un temple zen. Il s'installe dans un ermitage, donne des enseignements à ses disciples et à ses visiteurs, promouvant une réforme en vue d'une vie bouddhique authentique.  Durant sa retraite, il suit aussi les enseignements de maîtres rinzaï et sôtô. Avec l'aide de son frère, il lève des fonds auprès de seigneurs locaux et fonde ainsi plusieurs temples à travers le Japon,, trente-deux d'entre eux relevant aujourd'hui de l'école Sôtô et un de l'école Rinzaï. Tyler précise que son ordination a été suivie par une à deux années d'errance et d'austérité extrême, qui faillirent avoir raison de lui. Après quoi, l'un de ses frères, appelé Shigenari, lui fit don d'un terrain dans la province de Mikawa, avant d'y faire bâtir le Onshinji, un temple dont Shôsan fut le premier abbé et qui est toujours un bâtiment de la secte Sôtô,.

### Bouddhisme contre christianisme
Entre 1642 et 1645, il rendit un ultime service au bakufu, dans la région d'Amakusa, sur l'île de Kyushu. Shigenari y avait été nommé daikan (intendant, gouverneur par intérim) après la Rébellion de Shimabara (1637-1638), et il fit appel à son frère Suzuki pour rétablir l'influence bouddhiste dans cette région très christianisée. Celui-ci contribua à l'établissement de plusieurs temples dans cette contrée, et il rédigera en 1642 un pamphlet contre les chrétiens, Écraser le christianisme. D'ailleurs, aujourd'hui encore, à Amakusa, on trouve un monument à la mémoire de Shôsan, de Shinegari et de Shigetoki, le fils de Shôsan,.

### Edo
En 1648, âgé de 69 ans, mais ambitionnant plus que jamais d'instaurer le règne de la vraie Loi (Dharma), il décida de s'installer à Edo, où s'était transporté le siège du nouveau pouvoir du shogunat Tokugawa. Là, il accepta des disciples, mais bien que plusieurs aient été des moines, il refusa d'ordonner quiconque, ne voulant pas détourner les gens du monde des laïcs. On notera d'ailleurs que ces disciples ne furent sans doute pas très nombreux puisqu'on en compta seulement quarante-deux qui assistèrent à ses funérailles ; en revanche, il faisait une profonde impression sur certains d'entre eux. À Edo, il fonda sa propre école et un temple, et il dispensa des enseignements simples et accessibles pour le peuple. 
Il meurt en 1655 à Edo, dans sa septante-septième année.

### Indépendance
En définitive, Shôsan est resté indépendant, n'adhérant à aucune structure institutionnelle zen, ni à aucune autre secte bouddhique. Il n'a pas fondé de lignée ni créé d'école indépendante qui auraient transmis ses enseignements après sa mort. Par contre, il a souligné le caractère religieux des métiers transmis dans la société japonaise, et vivement encouragé une pratique ancrée dans la vie quotidienne.

## Écrits
Suzuki Shôsan a écrit deux traités moraux. Le premier, Mōanjō (盲安杖?, « Un bon bâton pour marcher »), a été composé en 1619, soit avant qu'il ne devienne moine. Le second, Banmin tokuyō (萬民徳用?, « L'action correcte pour tous »), est une collection de brefs textes, écrits à différentes occasions et réunis en un volumen durant ses dernières années. 
Il a aussi rédigé en 1636 Fumoto no kusawake (« Séparer les herbes au pied de la montagne »), un essai didactique destiné aux moines nouvellement ordonnés. Suivra en 1642 le pamphlet anti-chrétien, Ha Kirishitan (破切支丹?, « Écraser le christianisme »), dont il fera déposer un exemplaire dans chacun des temples qu'il avait fondés. 
Roankyō (驢鞍橋?, « Pont en forme de selle d'âne ») est son plus important ouvrage. Il s'agit d'un ensemble de paroles du maître et d'anecdotes à son sujet, recueillies par son disciple Echu  et qui sera finalement publié sous ce titre. Enfin, on retiendra encore deux ouvrages, un conte mélodramatique intitulé Ninin bikuni (二人比丘尼?, « Deux nonnes ») et une série de contes moraux (prétendument vrais) réunis dans Inga monogatari qui visent à montrer l'action du karma. Ce dernier titre a été publié en 1658-1659,.

#### Traductions
- (en) Royall Tyler (traducteur), Selected Writings of Suzuki Shôsan, Ithaca (NY), China-Japan Program, Cornell University, coll. « East Asia Papers » (no 13), 1977, 280 p. (ISBN 978-0-939-65713-1).
- Maryse et Masumi Shibata (traduction du Roankyô), Zen et samouraï. Suzuki Shōsan, Albin Michel, 1994, 170 p. (ISBN 978-2-226-06799-9).

#### Études
- (en) Arthur Braverman, Warrior of Zen: The Diamond-Hard Wisdom Mind of Suzuki Shôsan, Kodansha America, 1994, 128 p. (ISBN 978-1-56836-031-7).
- (en) Winston L. King, Death Was His Kôan: The Samourai-zen of Suzuki Shosan, Berkeley (CA), Asian Humanities Press, 1986, 400 p. (ISBN 978-0-895-81999-4, présentation en ligne).

#### Articles et chapitres d'ouvrage
- (en) Heinrich Dumoulin, Zen Buddhism: A History, vol. 2 : Japan, Bloomington (IN), World Wisdom, 2005 (1re éd. 1990), xxi, 509 p. (ISBN 978-0-941-53290-7), p. 341-344, 362-363.
- Masumi Shibata, Les Maîtres du zen au Japon, Paris, Maisonneuve & Larose, 1995 (1re éd. 1974), 246 p. (ISBN 978-2-706-81534-8), p. 99-104.
- (en) Duncan Ryûken Williams, The Other Side of Zen: A Social History of Sôtô Zen Buddhism in Tokugawa Japan, Princeton (Oxford), Princeton University Press, 2005, xiii, 241 p. (ISBN 978-0-691-14429-0), passim.
- (en) Winston L. King, « Suzuki Shôsan, Wayfarer », The Eastern Buddhist, vol. 12, no 1,‎ 1979, p. 83-103 (lire en ligne).